# Leichtathletik-Weltmeisterschaften 2011/Teilnehmer (Schweiz)
| Gelbes Symbol für Goldmedaillen mit stilisierten Olympischen Ringen | Graues Symbol für Silbermedaillen mit stilisierten Olympischen Ringen | Braundes Symbol für Bronzemedaillen mit stilisierten Olympischen Ringen |
| ------------------------------------------------------------------- | --------------------------------------------------------------------- | ----------------------------------------------------------------------- |
| —                                                                   | —                                                                     | —                                                                       |

Der Schweizer Leichtathletik-Verband Swiss Athletics stellte insgesamt 15 Teilnehmer bei den Leichtathletik-Weltmeisterschaften 2011 in Daegu. Die zunächst unter Vorbehalt nominierte Sprinterin Mujinga Kambundji wurde aufgrund der Nachwirkungen einer Oberschenkelverletzung nicht berücksichtigt. Nur einmal zuvor, bei den Leichtathletik-Weltmeisterschaften 1993 in Stuttgart, entsandte die Schweiz mit 18 Athleten eine größere Mannschaft.

## Ergebnisse

### Männer

#### Laufdisziplinen
| Athlet                                                           | Disziplin    | Vorlauf | Vorlauf | Halbfinale    | Halbfinale    | Finale        | Finale        |
| Athlet                                                           | Disziplin    | Zeit    | Platz   | Zeit          | Platz         | Zeit          | Platz         |
| ---------------------------------------------------------------- | ------------ | ------- | ------- | ------------- | ------------- | ------------- | ------------- |
| Amaru Reto Schenkel                                              | 100 m        | 10,44 s | 27      | ausgeschieden | ausgeschieden | ausgeschieden | ausgeschieden |
| Amaru Reto Schenkel                                              | 200 m        | 20,77 s | 20      | 21,18 s       | 20            | ausgeschieden | ausgeschieden |
| Marc Schneeberger                                                | 200 m        | 20,81 s | 23      | ausgeschieden | ausgeschieden | ausgeschieden | ausgeschieden |
| Alex Wilson                                                      | 200 m        | 21,25 s | 45      | ausgeschieden | ausgeschieden | ausgeschieden | ausgeschieden |
| Andreas Kundert                                                  | 110 m Hürden | 13,87 s | 28      | ausgeschieden | ausgeschieden | ausgeschieden | ausgeschieden |
| Pascal Mancini Amaru Reto Schenkel Marc Schneeberger Alex Wilson | 4 × 100 m    | DNF     | DNF     |               |               | ausgeschieden | ausgeschieden |

### Frauen

#### Laufdisziplinen
| Athletin                                                   | Disziplin    | Vorlauf | Vorlauf | Halbfinale | Halbfinale | Finale        | Finale        |
| Athletin                                                   | Disziplin    | Zeit    | Platz   | Zeit       | Platz      | Zeit          | Platz         |
| ---------------------------------------------------------- | ------------ | ------- | ------- | ---------- | ---------- | ------------- | ------------- |
| Sabine Fischer                                             | 5000 m       |         |         |            |            | DNS           | DNS           |
| Lisa Urech                                                 | 100 m Hürden | 13,16 s | 22      | 12,86 s    | 9          | ausgeschieden | ausgeschieden |
| Marie Polli                                                | 20 km Gehen  |         |         |            |            | 1:40:28 h     | 34            |
| Jacqueline Gasser Clélia Reuse Ellen Sprunger Léa Sprunger | 4 × 100 m    | 44,04 s | 13      |            |            | ausgeschieden | ausgeschieden |

#### Sprung/Wurf
| Athletin              | Disziplin      | Qualifikation | Qualifikation | Finale        | Finale        |
| Athletin              | Disziplin      | Weite/Höhe    | Platz         | Weite/Höhe    | Platz         |
| --------------------- | -------------- | ------------- | ------------- | ------------- | ------------- |
| Nicole Büchler        | Stabhochsprung | 4,50 m NR     | 16            | ausgeschieden | ausgeschieden |
| Anna Katharina Schmid | Stabhochsprung | 4,40 m        | 17            | ausgeschieden | ausgeschieden |
| Irene Pusterla        | Weitsprung     | 6,34 m        | 19            | ausgeschieden | ausgeschieden |